# 奥迪劳·伯多禄·舍雷尔
奧迪勞·伯多祿·舍雷爾（葡萄牙語：Odilo Pedro Scherer；1949年9月21日—）是巴西籍天主教司鐸級樞機及現任聖保羅總教區總主教。

## 生平
舍雷爾於1949年9月21日在巴西南大河州的市鎮塞羅拉古出生。他是阿雷格里港總教區總主教歐爾發·舍雷爾樞機的侄子。母親是德國薩爾蘭移民。他在庫里奇巴入讀神學院，亦曾在宗座巴拉那大學就讀。他於1991年在羅馬宗座額我略大學獲得神學博士學位。他於1976年12月7日在托萊多教區晉鐸。他於1994年至2001年期間任聖座主教部成員。
克勞狄·胡默斯樞機於2002年2月2日將他晉牧，教宗若望·保祿二世將他任命為巴西聖保羅總教區輔理主教，領諾維領銜教區主教銜。他於2003年當選巴西主教團秘書長。由於克勞狄·胡默斯樞機出任聖座聖職部部長，因此舍雷爾於2007年3月21日接任聖保羅總教區總主教。
教宗本篤十六世於2007年11月24日將他擢升為司鐸級樞機，領奎琳崗聖安德肋堂區司鐸銜。並在2008年6月12日，被任命為聖座聖職部成員。2011年1月5日，他獲任命為新成立的宗座新福音推廣理事會第一批成員。他曾參與2013年教宗選舉秘密會議，當時選出的是教宗方濟各。

## 牧徽

奥迪勞·伯多祿·舍雷尔枢机牧徽